# Zollfahndungsdienst
Der Zollfahndungsdienst (kurz: ZFD) besteht in Deutschland aus dem Zollkriminalamt (ZKA; Direktion VIII der Generalzolldirektion) und den Zollfahndungsämtern (ZFÄ) als Bundesbehörden zur Bekämpfung von Straftaten und Ordnungswidrigkeiten im Geschäftsbereich des Bundesministeriums der Finanzen. Vereinfacht gesagt, handelt es sich um die „Kriminalpolizei der Zollverwaltung“.

## Aufgaben und Befugnisse
Als Kernaufgabe obliegt dem Zollfahndungsdienst die Ermittlungsarbeit (einschließlich Vorfeldermittlungen) zur Verfolgung von Straftaten und Ordnungswidrigkeiten im Zuständigkeitsbereich der Zollverwaltung mit Ausnahme der Bekämpfung der Schwarzarbeit (§§ 4, 5 ZFdG).
Hierbei geht es in der Hauptsache um die Aufgaben nach § 208 Abs. 1 AO bei Steuerstraftaten (§ 369 AO) und Steuerordnungswidrigkeiten (§ 377 AO). Das sind zum einen Delikte mit Bezug zu Abgaben in Bundesverwaltung wie Ein- und Ausfuhrzölle, Einfuhrumsatzsteuer und Verbrauchsteuern (vgl. § 1 Abs. 1 und 2 ZollVG); hierzu gehört auch die Ermittlung der Grundlagen für das Besteuerungsverfahren (Doppelfunktion). Zum anderen ist der Bannbruch eine Steuerstraftat, die nicht an Abgaben, sondern an Verbote der Ein-, Aus- und Durchfuhr anknüpft (vgl. § 1 Abs. 3 ZollVG, Verbote und Beschränkungen). Ergänzt wird die Zuständigkeit im Bereich der Verbringungsverbote durch § 21 AWG (hierauf verweisen § 8 GÜG, § 73 BNatSchG, § 87 KGSG); § 20 CWÜAG; § 1 Abs. 5, § 12b ZollVG hinsichtlich Geldwäsche; weitergehend § 37 MOG (erfasst auch Betrug und Subventionsbetrug). Unterhalb des Gesetzes trifft die Kleinfall-Regelung (KFR) Bestimmungen zur Abgrenzung der Zuständigkeit des Zollfahndungsdienstes mit dem Ziel seiner Entlastung.
Die Befugnisse des Zollfahndungsdienstes zur Ermittlung ergeben sich u. a. aus § 404 AO, § 52 ZFdG und der Strafprozessordnung; die Zollfahndungsbeamten sind Ermittlungspersonen der Staatsanwaltschaft (vgl. § 152 GVG) und zur Anwendung unmittelbaren Zwangs befugt (§§ 6, 9 UZwG). Das Zollkriminalamt koordiniert als Zentralstelle die Ermittlungen der Zollfahndungsämter (§ 3 Abs. 5 ZFdG); es kann strafprozessuale Ermittlungen selbst durchführen (§ 4 Abs. 1 ZFdG) und den Zollfahndungsämtern Weisungen erteilen (§ 25 Abs. 1 ZFdG).
Geleitet wird das Straf- bzw. Bußgeldverfahren von Hauptzollamt (Straf- und Bußgeldstelle; § 386 AO, reine Steuerdelikte) oder Staatsanwaltschaft (vgl. § 402 AO), das Bußgeldverfahren bei Verbringungsverboten ggf. auch von einer anderen Behörde. Die Staatsanwaltschaft kann das Zollfahndungsamt auch dann um die Vornahme von Ermittlungen ersuchen, wenn die verfolgte Steuerstraftat mit einer allgemeinen Straftat tateinheitlich zusammentrifft.
Weitere Aufgaben und Befugnisse der Zollfahndung stehen mit der Kernaufgabe der Verfolgung von Straftaten und Ordnungswidrigkeiten in Zusammenhang. Hierzu gehört die Verhütung von Straftaten und Ordnungswidrigkeiten als Gefahrenabwehr (§§ 4, 5, 39–51 ZFdG), der Eigenschutz sowie der Schutz Dritter und wesentlicher Vermögenswerte (§§ 6, 7, 53–64 ZFdG). Das ZKA hat daneben Aufgaben und Befugnisse als Zentralstelle (§§ 3, 8–25 ZFdG) und weitere Befugnisse (§§ 71–81 ZFdG), darunter zur Überwachung der Kommunikation ohne Wissen der betroffenen Person (vgl. Gremium nach § 80 ZFdG) und zum Zeugenschutz. Außerdem kann der Zollfahndungsdienst mit steuerlichen Ermittlungen einschließlich Außenprüfungen beauftragt werden (§ 208 Abs. 2 AO).

## Organisation

### Zollkriminalamt
Das Zollkriminalamt hat seinen Sitz in Köln-Dellbrück. Ihm ist die Zentrale Unterstützungsgruppe Zoll (ZUZ) als Spezialeinheit unterstellt, vergleichbar der GSG 9 der Bundespolizei oder den SEK der Landespolizeien.

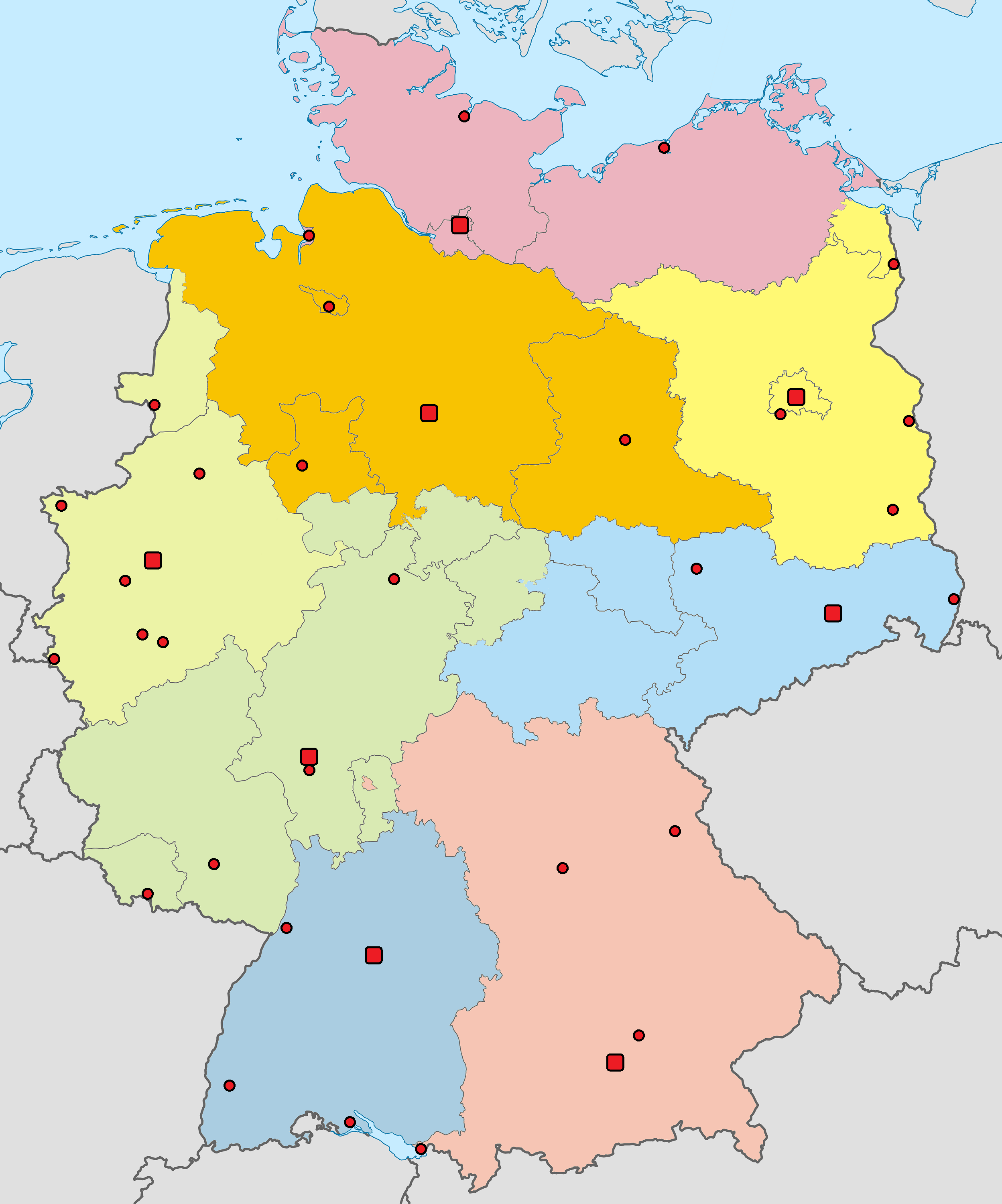
Karte der Zollfahndungsämter mit Bezirken und Dienstsitzen (sowie Grenzen der Bundesländer)

### Zollfahndungsämter
Es bestehen 8 Zollfahndungsämter mit 30 Außenstellen:
- Zollfahndungsamt Berlin-Brandenburg (5 Außenstellen: Cottbus, Frankfurt (Oder), Pomellen [MV], Teltow, Eberswalde)
- Zollfahndungsamt Dresden (2 Außenstellen: Görlitz, Leipzig)
- Zollfahndungsamt Essen (7 Außenstellen: Aachen, Düsseldorf-Flughafen, Kleve, Köln, Köln-Flughafen, Münster, Nordhorn [NI])
- Zollfahndungsamt Frankfurt am Main (6 Außenstellen: Frankfurt-Flughafen, Wiesbaden, Kassel, Mainz [RP], Kaiserslautern [RP], Saarbrücken [SL])
- Zollfahndungsamt Hamburg (3 Außenstellen: Bremerhaven [HB], Kiel [SH], Rostock [MV])
- Zollfahndungsamt Hannover (3 Außenstellen: Bielefeld [NW], Bremen [HB], Magdeburg [ST])
- Zollfahndungsamt München (4 Außenstellen: Lindau, München-Flughafen, Nürnberg, Weiden)
- Zollfahndungsamt Stuttgart (3 Außenstellen: Freiburg i. Br., Karlsruhe, Radolfzell).

Für Außenwirtschaftssachen sind schwerpunktmäßig die Zollfahndungsämter Berlin-Brandenburg, Essen, Hamburg und Stuttgart zuständig, für Marktordnungssachen die Zollfahndungsämter Dresden, Frankfurt, Hamburg, Hannover und München.
2023 waren in den 8 Zollfahndungsämtern 2.499 Personen tätig.
Als Spezialeinheit für Observation und Zugriff besteht bei jedem Zollfahndungsamt eine Observationseinheit Zoll, vergleichbar den Mobilen Einsatzkommandos der Polizei.
Zollfahndung und Polizei arbeiten in gemeinsamen Ermittlungsgruppen zusammen, siehe z. B. Gemeinsame Ermittlungsgruppe Rauschgift (GER, seit 1970), Gemeinsame Finanzermittlungsgruppe (GFG, seit 1993), Gemeinsame Ermittlungsgruppe Zigaretten (GEZig, seit 1999).

### Geschichte

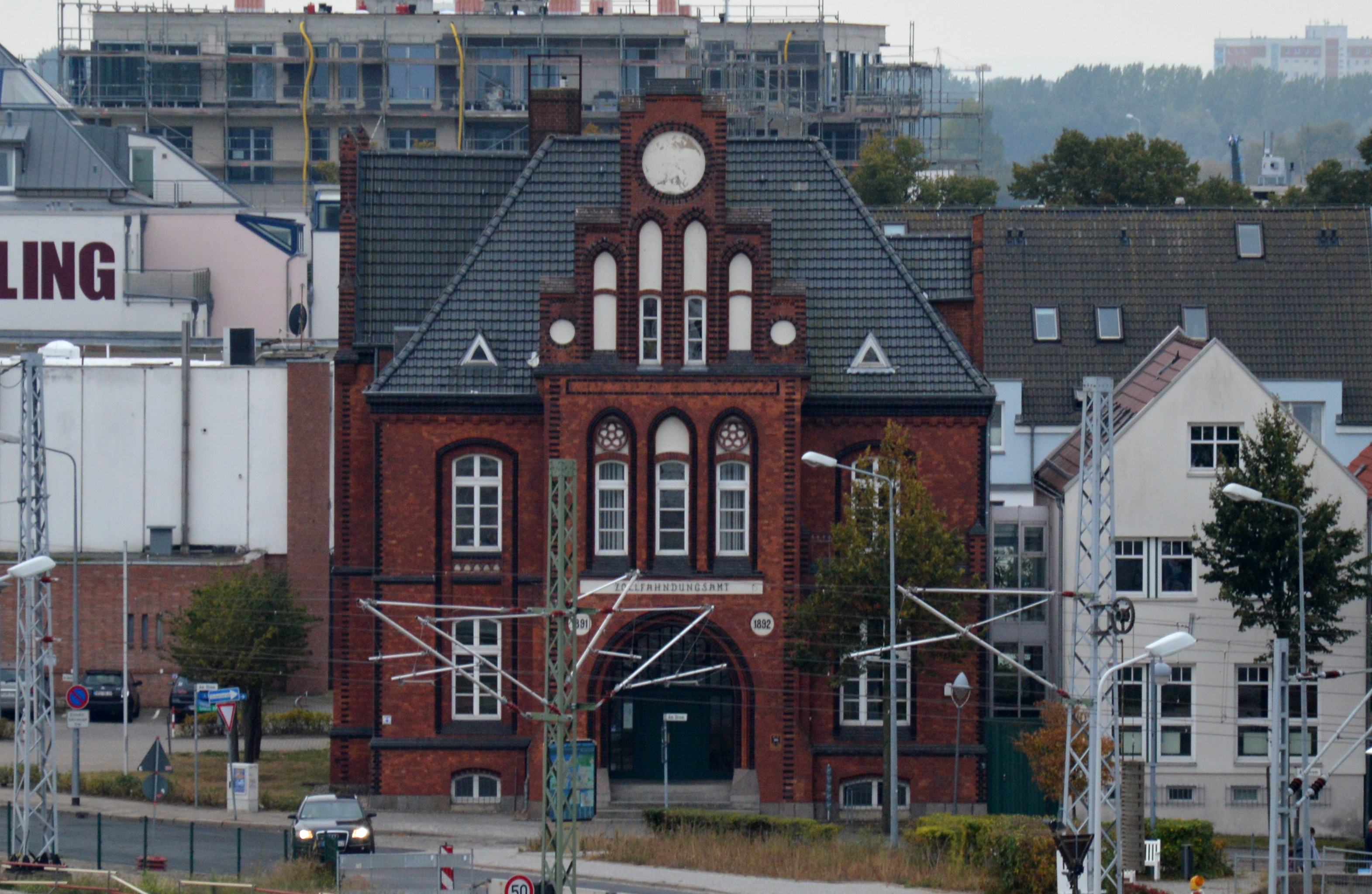
Ehemaliges Zollfahndungsamt in Warnemünde

Aufgrund von Erlassen des Reichsfinanzministeriums vom 5. November und vom 24. Dezember 1919 wurden in Finanzämtern mit Landesgrenze Zollgrenzkommissare bestellt, deren 22 Dienststellen mit Erlass vom 24. Februar 1922 Zollfahndungsdienststellen genannt wurden. Gesetzliche Anerkennung erfuhren die Zollfahndungsdienststellen 1939 in § 17 Abs. 4 der Reichsabgabenordnung und 1950 in § 19 des Finanzverwaltungsgesetzes; 1971 erfolgte die Umbenennung in Zollfahndungsämter. 1952 wurde das Zollkriminalinstitut gegründet, das 1986 in § 12 Abs. 4 FVG gesetzliche Anerkennung fand und 1992 zum Zollkriminalamt wurde. In den 1990er-Jahren gab es 21 Zollfahndungsämter (16 West, 5 Ost) mit mindestens 27 Zweigstellen, die ab August 1998 den Zoll- und Verbrauchsteuerabteilungen von nurmehr acht Oberfinanzdirektionen unterstellt waren. 2002 wurde die Zahl auf acht größere Zollfahndungsämter (mit 24 Außenstellen) reduziert, nunmehr dem Zollkriminalamt unterstehend, welches seit 2016 Teil der Generalzolldirektion ist.

## Trivia
Die Arbeit eines fiktiven Ermittlerteams des Zollfahndungsamts Hamburg war Thema der ARD-Fernsehserie Schwarz Rot Gold (1982–1996).